# Sverigeit
Sverigeit är ett mycket ovanligt ortorombiskt silikatmineral som tillhör nesosilikaterna.
Den idealiserade sammansättningen är NaMn2+MgSn4+Be2Si3O12(OH) och innehåller alltså metallerna natrium, mangan, magnesium, tenn och beryllium. Med mikrosond (EDXA) har låga halter av zink och järn i mineralet påvisats.

## Egenskaper
Sverigeit bildar gula kristaller upp till 2 mm med matt glans men visar glaglans på brottytor. Hårdheten är 6,5 på Mohs-skalan.

## Etymologi och historia
Sverigeit upptäcktes år 1983 av Roland Eriksson i östra Värmland på varpen vid gruvan Långban som är typlokalen. Mineralet har hittills, 2018, bara hittats där och har fått sitt namn efter Sverige.